# مؤسسه مطالعات تاریخ معاصر ایران
مؤسسه مطالعات تاریخ معاصر ایران موسسه شبه‌دولتی وابسته به بنیاد مستضعفان انقلاب اسلامی است، که در زمینه گردآوری، پژوهش و انتشارات محتوا فعالیت می‌کند. این موسسه در سال ۱۳۶۵ تحت عنوان مؤسسه پژوهش و مطالعات فرهنگی توسط بنیاد مستضعفان تاسیس شد و در سال ۱۳۷۴ نام آن به فرم کنونی تغییر پیدا کرد. تمرکز اصلی مؤسسه مطالعات تاریخ معاصر بر گردآوری و پژوهش در اسناد و مدارک دوران قاجار و پهلوی معطوف می‌باشد و با در اختیار داشتن ۴۸ بانک اطلاعاتی، بالغ بر ۱۳۰ هزار جلد کتاب، ۱۷۵۰ عنوان روزنامه و مجله در ۳۰۰ هزار نسخه و بیش از ۵۰ هزار برگ گزارش و نقشه، یکی از جامع‌ترین آرشیوهای تاریخ معاصر ایران را در اختیار دارد.